# Padilla de Abajo
Padilla de Abajo est une commune d'Espagne dans la communauté autonome de Castille-et-León, province de Burgos. Elle s'étend sur 27,76 km2 et comptait environ 96 habitants en 2011.